# WV22
Ngôi mộ WV22 là một lăng mộ nằm ở phía Tây của Thung lũng của các vị Vua, được dùng làm nơi an nghỉ của một trong các nhà lãnh đạo lớn của Vương quốc Ai Cập, Pharaon Amenhotep III. Ngôi mộ này là duy nhất, trong đó có hai phòng chôn cất cho vợ của Pharaon và Sitamen.
Những ngôi mộ được bố trí và trang trí theo ngôi mộ của các vua tiền nhiệm, như mộ của Thutmosis IV tuy nhiên, vị trí và chất lượng thì tốt hơn nhiều.
Nó đã được chính thức phát hiện bởi Prosper Jollois và  Édouard de Villiers du Terrage, kỹ sư và Napoleon thám hiểm đến Ai Cập vào tháng 8 năm 1799, nhưng có thể đã được khám phá một thời gian trước đó.

## Bản đồ vị trí các ngôi mộ

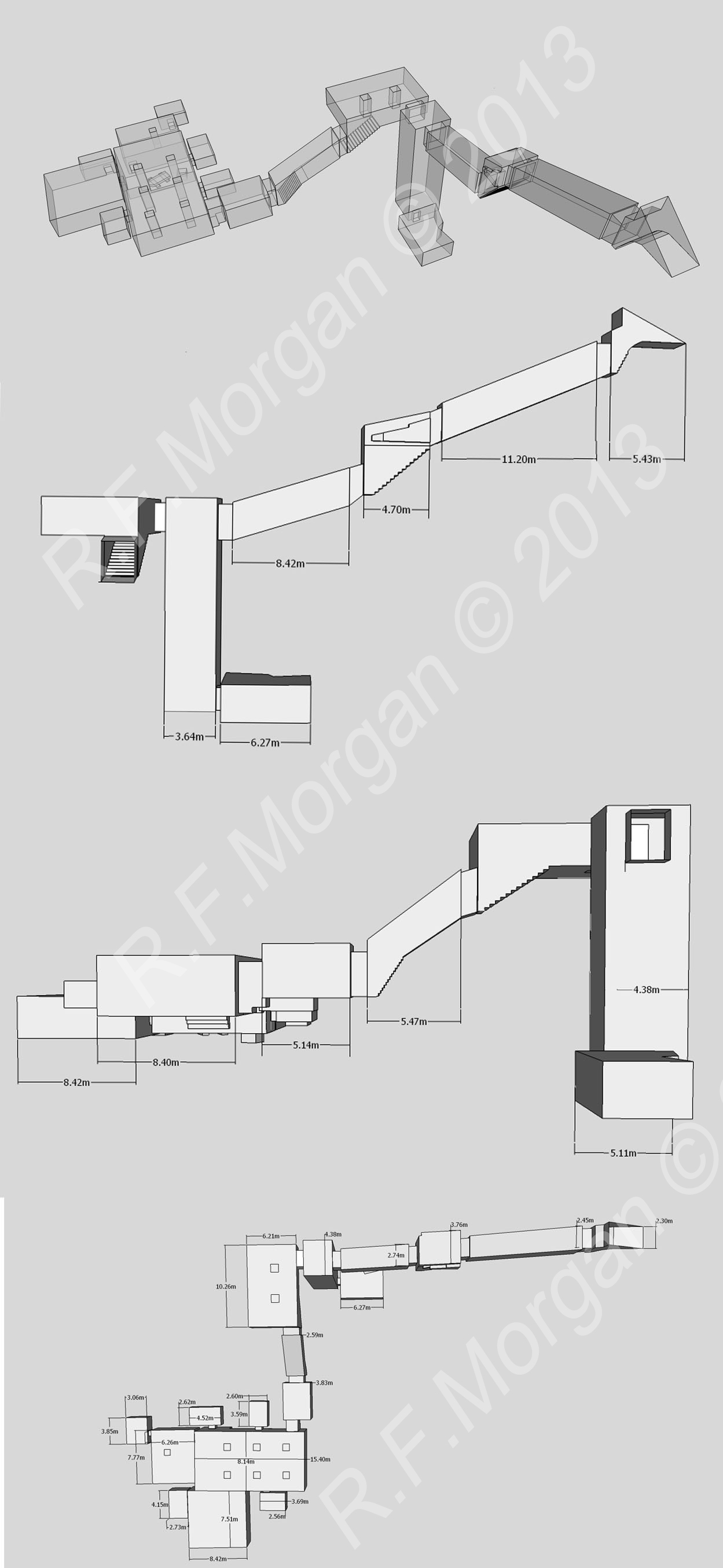
Hình ảnh của WV22 lấy từ một mô hình 3d